# Move on Baby
Move on Baby is een nummer van de Italiaanse danceact Cappella uit 1994. Het is de vijfde single van hun tweede studioalbum U Got 2 Know.
Het nummer werd een gigantische danshit in Europa. Het behaalde de 2e positie in Italië, het thuisland van Cappella. In de Nederlandse Top 40 verbleef het twee weken lang op de nummer 1-positie, terwijl het in de Vlaamse Radio 2 Top 30 de 3e positie behaalde.

## Hitnoteringen

### Nederlandse Top 40
| Hitnotering: 26-02-1994 t/m 14-05-1994 | Hitnotering: 26-02-1994 t/m 14-05-1994 | Hitnotering: 26-02-1994 t/m 14-05-1994 | Hitnotering: 26-02-1994 t/m 14-05-1994 | Hitnotering: 26-02-1994 t/m 14-05-1994 | Hitnotering: 26-02-1994 t/m 14-05-1994 | Hitnotering: 26-02-1994 t/m 14-05-1994 | Hitnotering: 26-02-1994 t/m 14-05-1994 | Hitnotering: 26-02-1994 t/m 14-05-1994 | Hitnotering: 26-02-1994 t/m 14-05-1994 | Hitnotering: 26-02-1994 t/m 14-05-1994 | Hitnotering: 26-02-1994 t/m 14-05-1994 | Hitnotering: 26-02-1994 t/m 14-05-1994 | Hitnotering: 26-02-1994 t/m 14-05-1994 |
| Week                                   | 1                                      | 2                                      | 3                                      | 4                                      | 5                                      | 6                                      | 7                                      | 8                                      | 9                                      | 10                                     | 11                                     | 12                                     |                                        |
| -------------------------------------- | -------------------------------------- | -------------------------------------- | -------------------------------------- | -------------------------------------- | -------------------------------------- | -------------------------------------- | -------------------------------------- | -------------------------------------- | -------------------------------------- | -------------------------------------- | -------------------------------------- | -------------------------------------- | -------------------------------------- |
| Nummer                                 | 23                                     | 7                                      | 1                                      | 1                                      | 2                                      | 2                                      | 2                                      | 3                                      | 8                                      | 11                                     | 19                                     | 27                                     | uit                                    |

### Mega Top 50
| Hitnotering: 26-02-1994 t/m 21-05-1994 | Hitnotering: 26-02-1994 t/m 21-05-1994 | Hitnotering: 26-02-1994 t/m 21-05-1994 | Hitnotering: 26-02-1994 t/m 21-05-1994 | Hitnotering: 26-02-1994 t/m 21-05-1994 | Hitnotering: 26-02-1994 t/m 21-05-1994 | Hitnotering: 26-02-1994 t/m 21-05-1994 | Hitnotering: 26-02-1994 t/m 21-05-1994 | Hitnotering: 26-02-1994 t/m 21-05-1994 | Hitnotering: 26-02-1994 t/m 21-05-1994 | Hitnotering: 26-02-1994 t/m 21-05-1994 | Hitnotering: 26-02-1994 t/m 21-05-1994 | Hitnotering: 26-02-1994 t/m 21-05-1994 | Hitnotering: 26-02-1994 t/m 21-05-1994 | Hitnotering: 26-02-1994 t/m 21-05-1994 |
| Week                                   | 1                                      | 2                                      | 3                                      | 4                                      | 5                                      | 6                                      | 7                                      | 8                                      | 9                                      | 10                                     | 11                                     | 12                                     | 13                                     |                                        |
| -------------------------------------- | -------------------------------------- | -------------------------------------- | -------------------------------------- | -------------------------------------- | -------------------------------------- | -------------------------------------- | -------------------------------------- | -------------------------------------- | -------------------------------------- | -------------------------------------- | -------------------------------------- | -------------------------------------- | -------------------------------------- | -------------------------------------- |
| Nummer                                 | 26                                     | 3                                      | 1                                      | 1                                      | 1                                      | 2                                      | 3                                      | 3                                      | 5                                      | 9                                      | 14                                     | 16                                     | 25                                     | uit                                    |